# Roquefort-des-Corbières
Roquefort-des-Corbières er en landsby med 1.021 (2022) indbyggere i det sydlige Frankrig i departementet Aude i regionen Occitanie (tidligere Languedoc-Roussillon).